# ستيوارت بلاك
ستيوارت بلاك (2 يونيو 1975 بكندا - ) هو لاعب كرة قدم كندي في مركز الدفاع. لعب مع Toronto Lynx ‏ وSC Toronto ‏ وYork Region Shooters (1998) ‏ وDetroit Rockers ‏ وYork Region Shooters ‏.

## وصلات خارجية
- ستيوارت بلاك على موقع قاعدة بيانات كرة القدم.إي يو (الإنجليزية)